# Andy Muschietti
Andrés Walter "Andy" Muschietti, född 26 augusti 1973 i Vicente López norr om Argentinas huvudstad Buenos Aires, är en argentinsk filmregissör och manusförfattare. Hans största genombrott som regissör och manusförfattare kom i filmen Mama, som hade premiär under år 2013. Han fick därefter ett ytterligare erkännande i sitt yrke, då han regisserade de båda filmerna Det och Det: Kapitel 2, från 2017 respektive 2019. År 2023 var han dessutom regissör på superhjältefilmen The Flash, som är en del av mediafranchisen DC Extended Universe.
Andy Muschietti är yngre bror till filmproducenten och manusförfattaren Barbara Muschietti. Han är utöver sin argentinska bakgrund, även av italiensk härkomst.

## Filmografi (i urval)

### Filmer
- 1996 – Evita
- 2013 – Mama
- 2017 – Det
- 2019 – Det: Kapitel 2
- 2023 – The Flash
- 2024 – Música
- 2025 – Passagen

### TV-serier
- 2020–2022 – Locke & Key (TV-serie)
- 2025 – It – Welcome to Derry (TV-serie)